# Beatles VI
Beatles VI is het zesde album van de Britse popgroep The Beatles dat door platenmaatschappij Capitol in de Verenigde Staten werd uitgegeven. Wanneer echter The Beatles' Story wordt meegeteld, is Beatles VI het zevende Capitol album. Het album werd uitgebracht op 14 juni 1965.
Doordat de albums die Capitol in de VS uitbracht niet dezelfde nummers bevatten als de albums die door EMI in het Verenigd Koninkrijk werden uitgebracht (Capitol hield meestal enige nummers achter), staan er op deze plaat nummers van de Britse albums Beatles for Sale en Help!. Daarnaast bevat Beatles VI twee nummers van de Amerikaanse rock-'n-roll-zanger Larry Williams, Dizzy Miss Lizzy en Bad Boy. Deze nummers werden door The Beatles speciaal voor de Amerikaanse markt opgenomen.

## Tracks
Alle nummers zijn geschreven door John Lennon en Paul McCartney, tenzij anders aangegeven.
1. "Kansas City/Hey-Hey-Hey-Hey!" (Leiber, Stoller/Penniman)
2. "Eight Days a Week"
3. "You Like Me Too Much" (Harrison)
4. "Bad Boy" (Larry Williams)
5. "I Don't Want to Spoil the Party"
6. "Words of Love" (Holly)
7. "What You're Doing"
8. "Yes It Is"
9. "Dizzy Miss Lizzy" (Williams)
10. "Tell Me What You See"
11. "Every Little Thing"